# 杨廷忠
杨廷忠，浙江大学教授，中国社会医学学者，行为学家和社会学家。从事社会行为健康科学研究，研究兴趣为健康行为理论，烟草流行控制，和心理压力，等。

## 生平
1982年毕业于山西医科大学，1998年至2000年在圣迭戈加利福尼亚大学担任助理研究员，2007年被任命为浙江大学医学部教授，控烟研究中心主任。曾担任世界卫生组织咨询顾问，给卫生专业学生提供烟草控制政策和计划方面指导，并担任“世界卫生组织2013-2020年全球行动计划”中CRD管理专家。
他还是全国烟草控制协会专家委员会和专家组成员以及西弗吉尼亚大学损伤控制研究中心外聘教授。

## 延伸阅读
- https://web.archive.org/web/20120216130959/http://en.scientificcommons.org/tingzhong_yang
- https://web.archive.org/web/20110128080026/http://www.biomedcentral.com/profiles/authorindex/default.asp?action=display
- Yang, T; Li, F; Yang, X; Wu, Z; Feng, X; Wang, Y; Wang, X; Abdullah, A. S. . BMC Public Health. 2008, 8: 248. PMC 2492861 . PMID 18644139. doi:10.1186/1471-2458-8-248.
- https://web.archive.org/web/20111006062524/http://www.redlib.cn/html/ZhongHuaYuFang_8734/ChengShiJuMin25009000.htm
- http://catalogue.nla.gov.au/Record/3886669 （页面存档备份，存于）